# Mordechaj Ofer
Mordechaj Ofer (hebrejsky מרדכי עופר‎, 20. února 1924 Krakov – 1. září 1971 Izrael) byl izraelský politik a poslanec Knesetu za strany Ma'arach, Izraelská strana práce a opět Ma'arach,

## Biografie
Narodil se v Krakově v Polsku. V roce 1925 přesídlil do dnešního Izraele. Před vznikem státu Izraele působil v židovských policejních silách. Sloužil v izraelské armádě a byl v roce 1950 demobilizován s hodností podplukovníka (Sgan Aluf). V roce 1950 začal pracoval v autobusové společnosti Egged. Stal se zde členem představenstva. V letech 1961–1971 řídil finanční odbor Eggedu.

## Politická dráha
V izraelském parlamentu zasedl poprvé po volbách v roce 1965, do nichž šel za Ma'arach. V průběhu volebního odboí dočasně přešel do poslaneckého klubu Strany práce, aby se pak opět vrátil do Ma'arach. Zasedal v parlamentním výboru pro ekonomické záležitosti, výboru finančním a výboru House Committee. Na kandidátce Ma'arach uspěl i ve volbách v roce 1969. Byl členem výboru pro ekonomické záležitosti a výboru finančního. Zemřel během funkčního období. Jeho poslanecké křeslo zaujal Moše Šachal.